# Àbnoba

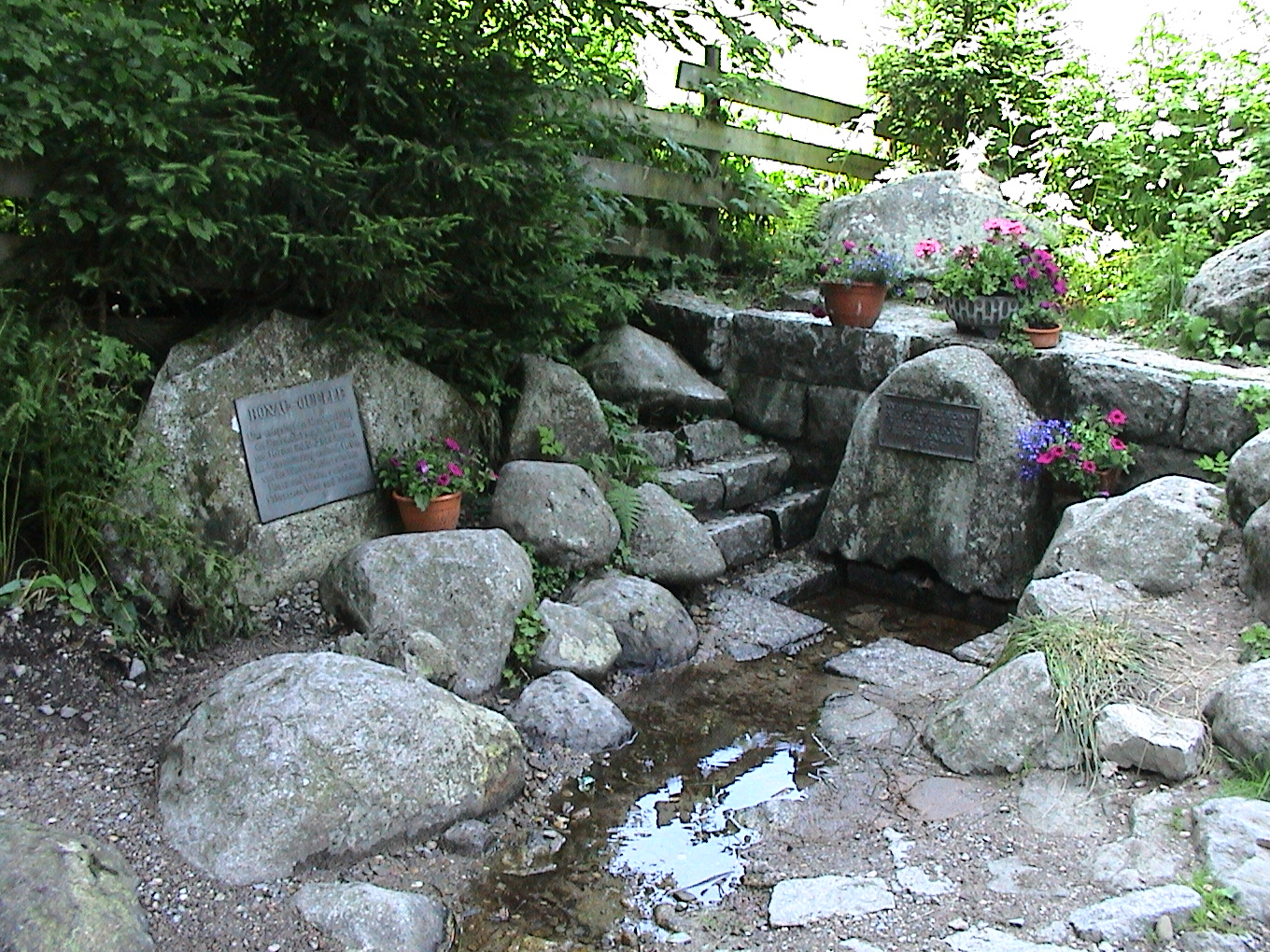
Font del riu Breg. La seva confluència amb el riu Brigach origina el Danubi

Àbnoba (en llatí Abnŏba) és una deïtat celta del bosc (com Arduinna i Vosegus, que són l'origen del nom dels boscos de les Ardenes i els Vosges). Àbnoba és l'origen del nom de la Selva Negra i de les zones circumdants: Abnoba Silva i Abnoba Mons.
Segons Tàcit i Plini el Vell, és l'epítet gal de la muntanya on naixia el Danubi.
Els romans tenien el costum d'equiparar els déus dels pobles sotmesos als propis. Aquesta pràctica es diu interpretatio romana. D'aquesta manera van combinar la deessa celta Àbnoba amb la deessa romana Diana, donant lloc a la deessa gal·loromana Diana Àbnoba.

## Etimologia
L'etimologia del teònim és incert. S'ha associat amb l'ètim *abo-s (aigua, riu), que es troba en, per exemple, Avon (*Abona). El segon element s'ha connectat ja sigui amb el protoindoeuropeu *nogʷo- (nu, arbre), o amb l'arrel verbal *nebh- (esclatar, estar humit).

## Llocs de veneració

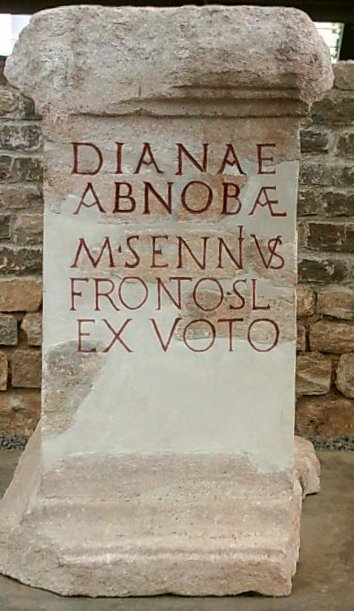
Altar a Diana Àbnoba en Badenweiler, Alemanya
(CIL XIII 5334)

El món grecoromà va assimilar els déus celtes, afegint l'epítet «Diana» quan eren deesses. Un altar en els banys romans de Badenweiler (Alemanya) i un altre en Mühlenbach (Alemanya) identifiquen Àbnoba amb Diana, la deessa romana de la caça.
S'han trobat pedres votives amb epígrafs o estàtues dedicades a Diana Àbnoba en diversos llocs de la Selva Negra:
| Lloc de la troballa         | Inscripció, descripció de la troballa      | Troballes |
| Badenweiler                 | CIL XIII 5334                              | 1         |
| Stuttgart-Bad Cannstatt     | CIL XIII 11746 i 11747                     | 2         |
| Karlsruhe-Mühlburg          | CIL XIII 6326 amb estàtua (deessa amb gos) | 1         |
| Mühlenbach, prop de Haslach | CIL XIII 6283                              | 1         |
| Pforzheim                   | CIL XIII 6332 i 11721                      | 2         |
| Rötenberg                   | CIL XIII 6357                              | 1         |
| Waldmössingen               | CIL XIII 6356                              | 1         |
| Friesenheim                 | Deessa amb gos i llebre capturada          | 1         |

## Geografia
S'ha utilitzat Àbnoba per referir-se a una cadena muntanyosa que comprèn les muntanyes d'Odenwald, Spessart, i Baar. Aquesta cadena muntanyosa s'estén des del Rin fins al Neckar, i es coneix per un dels diversos noms que figuren en funció de la regió que està passant a través.

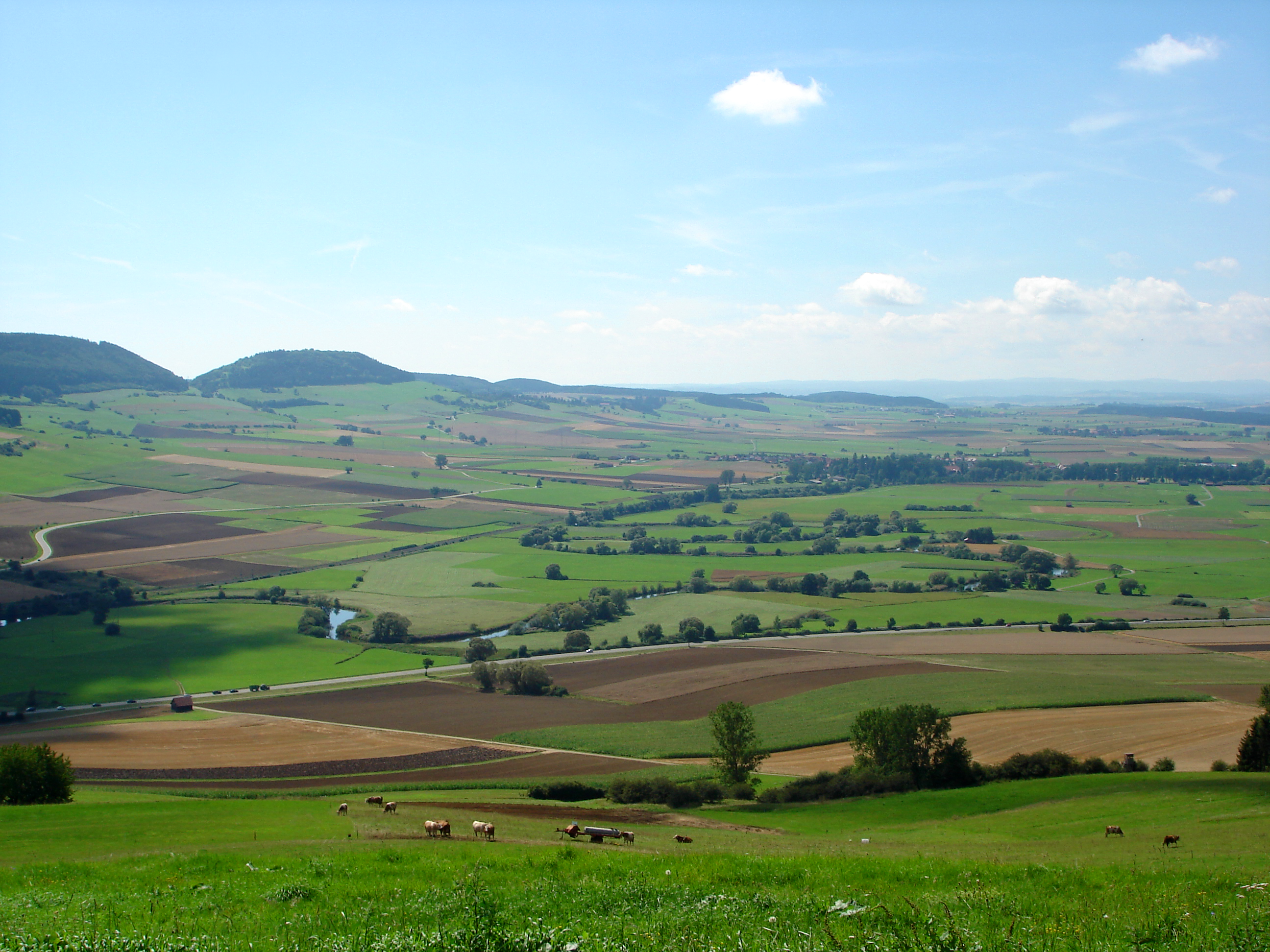
Vista dels turons de la regió de Baar i del riu Danubi

Segons amb Germània de Tàcit, Àbnoba era el nom de la muntanya d'on fluïa la font del riu Danubi des d'una vessant coberta d'herba.
Plini el Vell també ens dona algunes declaracions sobre Àbnoba (Història Natural, 4,79). Diu que sorgeix enfront de la ciutat de Rauricum, a la Gàl·lia, i flueix des d'allà més enllà dels Alps, el que implica que el riu neix als Alps, que no ho fa. Si s'identifica Rauricum amb l'assentament romà d'Augusta Raurica (l'actual Augst del cantó suís de Basilea-Camp), Plini va confondre el Rin i els seus afluents amb el Danubi. El Danubi comença amb dos petits rius que drenen la Selva Negra: el Breg i el Brigach, tots dos amb noms celtes. El Breg és el més llarg i el candidat més favorable. Per tant, les muntanyes Àbnobes podrien ser els petits turons de la regió de Baar de la Jura de Suàbia, prop de Furtwangen.
Ptolemeu també esmenta la serralada en Geografia (2.10), però la situa incorrectament al nord d'Agri Decumates i del riu Main. S'ha suggerit que aquest error es va produir degut a l'ús de fonts diferents i imperfectes en aquesta secció de Geografia; sembla que Ptolemeu va confondre Àbnoba amb la frontera romana i, per tant, amb les que actualment són les muntanyes Taunus.

## Nota
1. ↑  L'anglès ha agafat prestada la paraula «Avon», que deriva de la paraula celta «Afon» o «Abona» (riu), per referir-se a molts rius específics. Alguns exemples són:
  - Avon Water, discorre des de Darvel fins a Motherwell (Escòcia).
  - Avon Water (Hampshire), discorre des de Holmsley (en New Forest) fins a Keyhaven.
  - Riu Avon (Bristol), discorre des de Acton Turville fins a Avonmouth.
  - Riu Avon (Devon), discorre des de Ryder's Hill fins a Bigbury (també és conegut com River Aune).
  - Riu Avon (Falkirk), discorre des de prop de Cumbernauld fins a Grangemouth.
  - Riu Avon (Hampshire), discorre des de Pewsey fins a Christchurch (també és conegut com Salisbury Avon).
  - Riu Avon (Strathspey), discorre des de Ben Macdui fins a Cragganmore.
  - Riu Avon (Warwickshire), discorre des de Naseby fins a Tewkesbury (també és conegut com Shakespeare's Avon).

El gal·lès utilitza la paraula Afon per anomenar alguns rius.